# Quint-Fonsegrives
Quint-Fonsegrives is een gemeente in het Franse departement Haute-Garonne (regio Occitanie). De plaats maakt deel uit van het arrondissement Toulouse. Quint-Fonsegrives telde op 1 januari 2022 6.059 inwoners.

## Geografie
De oppervlakte van Quint-Fonsegrives bedroeg op 1 januari 2022 7,38 vierkante kilometer; de bevolkingsdichtheid was toen 821 inwoners per km².

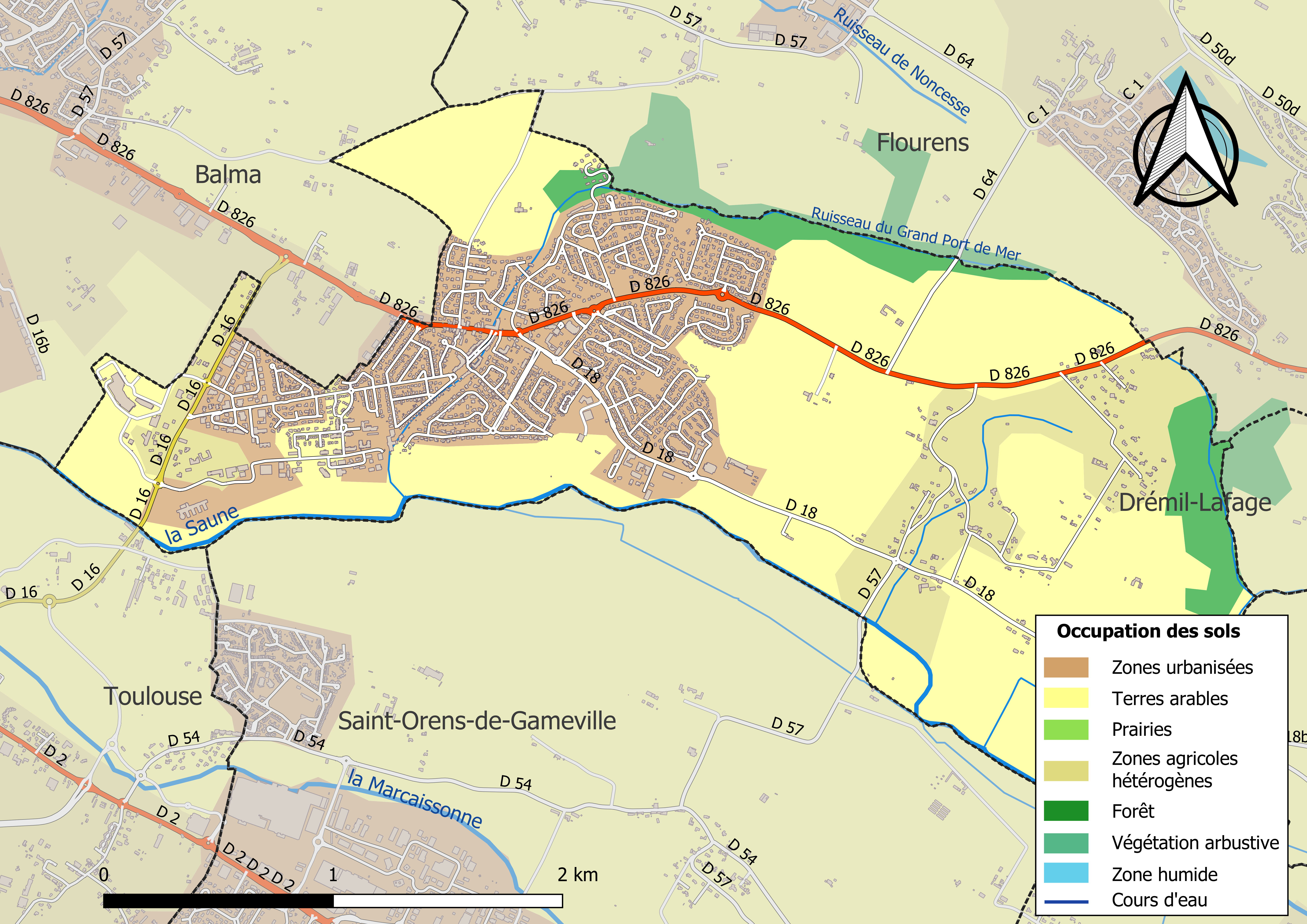
Kaart van de gemeente met belangrijkste infrastructuur, bodemgebruik en omliggende gemeenten

## Demografie
Onderstaande figuur toont het verloop van het inwonertal (bron: INSEE-tellingen).